# Úrvalsdeild Karla 1949
La Úrvalsdeild Karla 1949 fue la 38.ª edición del campeonato de fútbol islandés. El campeón fue el KR, que ganó su decimosegundo título venciendo en el desempate por el título al Fram, ya que igualaron en puntos.

## Tabla de posiciones
|   | Equipo          | PJ | PG | PE | PP | GF | GC | DG | Pts |
| - | --------------- | -- | -- | -- | -- | -- | -- | -- | --- |
| 1 | KR Reykjavik    | 4  | 1  | 3  | 0  | 10 | 8  | +2 | 5   |
| 2 | Fram Reykjavik  | 4  | 2  | 1  | 1  | 12 | 9  | +3 | 5   |
| 3 | Valur Reykjavik | 4  | 1  | 2  | 1  | 6  | 6  | +0 | 4   |
| 4 | Víkingur        | 4  | 2  | 0  | 2  | 7  | 8  | -1 | 4   |
| 5 | ÍA              | 4  | 0  | 2  | 2  | 5  | 9  | -4 | 2   |

### Desempate por el título
| KR | 2 – 1 | Fram |